# Тиніс Мяґі
Тиніс Мяґі (ест. Tõnis Mägi) (народився 18 листопада 1948 року в Таллінні) — радянський та естонський естрадний співак, гітарист, композитор і актор.

## Біографія
Тиніс Мяґі виріс у музичній родині й почав цікавитися музикою в ранньому дитинстві. Під час навчання в Талліннській середній школі він почав виступати як соліст хору в початкових класах. Навчившись грати на гітарі, музикант почав свою кар'єру як гітарист у шкільній групі Juuniorid (1965) і Rütmikud (1966). Після служби в Радянській Армії був солістом ансамблю Балтика. Пізніше він співав у групах Kärjed, Laine, Muusik Seif, 777 і Ultima Thule. У 1987 році він зосередився на Співочій революції. Серед інших патріотичних пісень того часу, пісня Мяґі Koit (Світанок) стала символом свободи.
З 1996 року Тиніс Мяґі працює в театрі «Ванемуйне» в Тарту.

## Політична і громадська діяльність
У січні 2007 року Тиніс Мяґі став членом Партії Зелених Естонії.
16 березня 2014 року виступав на концерті на підтримку територіальної цілісності України, а 21 жовтня 2014 року на благодійному концерті на підтримку України.
У липні 2014 організатори фестивалю «Серпневий блюз» в Естонії скасували запрошення для американського актора Стівена Сіґала, оскільки той підтримує анексію Криму та є прихильником так званої Донецької народної республіки. Кампанію проти приїзду до Естонії Сіґала розгорнув Тиніс Мяґі. Він і ще кілька його однодумців, організатори фестивалю Індрек Дітманн і Рауль Укаред, зробили офіційну заяву про те, що Сіґал в Естонію не приїде.

## Гастролі в Україні
У 1979 році, в гастрольних рамках по Україні, Тиніс Мяґі дав концерт в Івано-Франківську, який відбувся в так званій «Конюшні».  

## Нагороди та премії
- Нагороджений Орденом Білої зірки 4-го ступеня.
- Володар премії «За трудові досягнення в Пярну» в категорії «музика» (2005).
- 24 травня 2009 його пісня «Koit» була обрана телеглядачами переможцем у фіналі передачі телеканалу «ТВ3» «Естонія шукає улюблену пісню» (ест. «Eesti otsib lemmiklaulu»).
- 3 лютого 2010 канцелярія президента Естонії повідомила про рішення нагородити музиканта орденом Державного герба III ступеня.

## Приватне життя
Тиніс Мяґі познайомився зі своєю першою дружиною Вірве, ще бувши студентом. Пізніше він одружився з Лайне Мяґі, від якої має дочку Лійз-Катрін (1983). Вони розлучилися в 1988 році, і в тому ж році він зустрів Пійю, яка стала його третьою дружиною. Невдовзі подружжя емігрувало до Швеції. У цьому шлюбі народилася Маар'я (1992). Зараз Тиніс Мяґі одружений зі співачкою Кярт Йохансон, з якою має двох дочок: Ліїду (1999) та Мірті (2004).

## Книжки
- «Tõnis Mägi. MÜÜMATA NAER», Tõnis Mägi. Berk Vaher («Тиніс Мяґі. НЕПРОДАНИЙ СМІХ», Тиніс Мяґі. Берк Вагер), 2006, ISBN 9985-57-776-0

## Дискографія
- 1981 «Tõnis Mägi — Music Seif» EP, Мелодія
- 1983 Tõnis Mägi & Music Seif «Mäe kaks nõlva» LP, С60 19439 002, Мелодія
- 1990 «Kogutud kodutud» LP, С60 30799 003, Мелодія
- 1990 «Tõnis» LP, ZEN 2019, Rockadillo Records
- 1993 «Hüüdja hääl» CD, Trio
- 1995 «Liivakell» CD, SaluMuusik Rec
- 1996 «Las jääda kõik, mis hea 1» CD, ERC008, Eesti Raadio: Яак Йоала, Іво Лінна
- 1996 «Kaunilt kaua» CD, Tõnis Mägi
- 2000 «Eesti kullafond (Tõnis Mägi)» 2CD, Aidem Pot Hitivabrik: Eesti kullafond
- 2003 «Jäljed» CD, ARM Music
- 2003 «Siirius (album)|Siirius» CD, ARM Music
- 2005 «Vestlus Hermanniga» CD, Tõnis Mägi
- 2006 «2teist» CD, Sanofi Aventis
- 2008 «KIIK & KIRIK]» CD, Tõnis Mägi ja Politseiorkester)
- 2011 «Tarkus» CD, Elwood Muusik OÜ
- 2012 "Teine ruum CD, Тиніс Мяґі і Кярт Йохансон

## Фільмографія
- «Зірки олімпійської регати» (1980, музичний телефільм, камео)
- «Ритми регати» (1980, музичний фільм)
- «Шлягер цього літа» (1982, епізод)
- «Сенсація» (1986, к/м, Франтішек)
- «Як стати зіркою» (1986, музичний фільм, камео)
- «Негідник» / Lurjus (1999, Естонія) та ін.